# 比利亚马尔廷德东桑乔
比利亚马尔廷德东桑乔，是西班牙卡斯蒂利亚-莱昂莱昂省的一个市镇。 总面积32平方公里，总人口197人（001年），人口密度6人/平方公里。